# Naja Marie Aidt
Naja Marie Aidt (Aasiaat, 24 dicembre 1963) è una scrittrice e poetessa danese.

## Biografia
Nata ad Aasiaat, in Groenlandia, nel 1963, vive e lavora a Brooklyn.
A partire dal suo esordio nel 1991 con la raccolta di poesie Så længe jeg er ung ha pubblicato altre sette collezioni di liriche, cinque di racconti e un romanzo accomunati da uno stile minimalista e da tematiche intime e spesso autobiografiche (come la morte del figlio trattata in Har døden taget noget fra dig så giv det tilbage del 2017).
Ha ottenuto numerosi riconoscimenti letterari scandinavi, il più importante dei quali è stato il Nordisk råds litteraturpris del 2008 per i racconti contenuti in Bavian. Le sue opere hanno ottenuto il plauso della critica internazionale, valendole candidature e premi in Europa e in America. Tra queste, una candidatura al National Book Award per la miglior opera straniera. 
La sua prosa è in corso di traduzione italiana presso l'editore letterario Utopia. 

## Opere principali

### Poesia
- Så længe jeg er ung (1991)
- Et vanskeligt møde (1992)
- Det tredje landskab (1994)
- Huset overfor (1995)
- Fra digterens hånd (1996)
- Rejse for en fremmed, digte (1999)
- Poesibog (2008)
- Alting Blinker (2009)

### Racconti
- Den blomstrende have (1993)
- Come volano gli angeli (Vandmærket, 1993), Bologna, Pendragon, 2004 traduzione di Leslie Maria Negro ISBN 88-8342-349-6.
- Tilgang (1995)
- Omstændigheder (1995)
- Bavian (2006)

### Romanzi
- Sten saks papir (2012)

### Biografici
- Se la morte ti ha tolto qualcosa, tu restituiscilo (Har døden taget noget fra dig så giv det tilbage, 2017), Milano, Utopia, 2021 traduzione di Ingrid Basso ISBN  1280084324

### Teatro
- Siska (2000)

### Scritti con Mette Moestrup
- Frit flet (2014)
- OMINA (2016)

## Filmografia
- Strings, regia di Anders Rønnow Klarlund (2004) (co-autrice del soggetto)

## Premi e riconoscimenti
- Beatrice Prisen: 2004
- Kritikerprisen: 2007 per Bavian
- Nordisk råds litteraturpris: 2008 per Bavian
- Søren Gyldendal-Prisen: 2011
- Svenska Akademiens nordiska pris: 2022[4]